# Zpětný proud

Jeden z mechanizmů vytváření zpětných proudů: Příbojová vlna prochází přes mělčiny (na pláž), proud se otáčí a zužuje a proudí do moře odtokovým kanálem

Zpětný proud (anglicky rip current) je specifický druh vodního proudu, který se může vyskytovat v blízkosti pláží s lámajícími se vlnami. Je silný, lokální a úzký proud vody, který se pohybuje přímo od pobřeží a prochází liniemi lámajících se vln jako řeka, která teče do moře.

## Vznik zpětných proudů
Jeden z mechanizmů vzniku zpětných proudů je spojen se zalomením vln v mělkých vodách a vytvoření lokálního proudu tekoucího do moře při hladině vody. Proud může mít lokální místo, kdy vracející se masa vody využívá průrvu, kanál mezi písčitými prahy mělčin nebo přirozené koryto v mělčině ap. Zpětné proudy jsou často vytvářeny na překážkách jako např. na vlnolamech. Vracející se voda v úzkém pásu má rychlost typicky 1–2 km/h, výjimečně až 9 km/h, šířka pásu má několik metrů (šest až deset metrů), ale i několik desítek metrů. Délka zpětného proudu je různá, je závislá na podloží, umístění překážek, a může být dlouhý od 60 do několika set metrů. Zpětné proudy mohou mít stálé místo, které se mění velmi pomalu v závislosti na sklonu pobřeží, míra nánosu, přírodní nebo umělá trhlina. V takových případech může zpětný proud směřovat šikmo nebo podél pobřeží. Tzv. mega rip vzniká při velké vlnové aktivitě.
Zpětné proudy mají charakteristický vzhled a s určitými zkušenostmi je lze ze břehu i vizuálně identifikovat. Rozpoznání je užitečné např. pro plavčíky, plavce, potápěče, jachtaře, surfaře, kteří se budou muset vyhnout zpětnému proudu nebo jej mohou využít (surfaři).

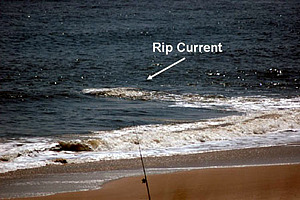
Zpětný proud unáší pěnu příbojových vln

Zpětný proud vypadá jako silnice nebo řeka vedoucí do moře. Na tomto pásu:
- vodní hladina je rovná a je tmavší nebo světlejší barvy (závisí na úhlu slunce) než okolní voda,
- je méně zalamovaných vln nebo méně vln než v okolí,
- voda může být zakalená, neprůhledná unášejícím pískem či bahnem,
- můžeme vidět unášené plovoucí předměty, úlomky dřeva do moře.

Zpětný proud může vznikat také na velkých jezerech a přehradách.